# Canthidium abbreviatum
Canthidium abbreviatum là một loài bọ cánh cứng thuộc họ Bọ hung (Scarabaeidae).